# 간석여자중학교
간석여자중학교(間石女子中學校)는 대한민국 인천광역시 남동구 간석동에 있는 공립 중학교이다.

## 학교 연혁
- 1983년 12월 30일 : 간석여자중학교 설립인가(21학급)
- 1984년 3월 1일 : 초대 강순옥 교장 취임
- 1987년 2월 14일 : 제1회 졸업생(472명)
- 2004년 2월 29일 : 신관 5층 건물 완공
- 2009년 9월 11일 : 본관 건물 리모델링
- 2024년 3월 1일 : 제14대 장미자 교장 취임
- 2025년 1월 10일 : 제39회 졸업식(4학급 80명, 졸업생 누계 14,356명)

## 참고 자료
- 간석여자중학교 - 한국교육학술정보원 학교알리미